# Sterrhurus exodicus
Sterrhurus exodicus är en plattmaskart. Sterrhurus exodicus ingår i släktet Sterrhurus och familjen Hemiuridae. Inga underarter finns listade i Catalogue of Life.